# Ibou Faye
Ibou Faye (13 de dezembro de 1969 – Dacar, 26 de maio de 2025) foi um antigo atleta senegalês que competia principalmente em 400 metros com barreiras. Também incluía regularmente o quarteto de 4 x 400 metros do seu país.

## Carreira
Esteve presente em duas edições olímpicas. Nos Jogos de Atlanta 1996 chegou às semifinais de 400 m barreiras, acabando em 13º lugar no cômputo geral com um tempo de 48.84 s e ajudou a equipe do seu país a arrancar um surpreendente quarto lugar na final de 4 x 400 metros, com uma marca de 3:00.64 m que ainda hoje é recorde senegalês. Nos Jogos Olímpicos de 2000 não passou das eliminatórias nos 400 m barreiras e das semifinais na prova de estafetas.

## Morte
Faye morreu no dia 26 de maio de 2025, aos 55 anos.